# 安藤洋子
安藤 洋子 （あんどう ようこ、1967年1月1日 - ）は、日本のコンテンポラリーダンサー・振付家。神奈川県横浜市出身。
ザ・フォーサイス・カンパニーに所属、ドイツを拠点に国際的な活動を行っている。

## 人物・来歴
1985年神奈川県立港北高等学校卒業。高校時代はバドミントン部に所属。高校2年生の夏に見た映画「フラッシュダンス」がきっかけでダンスに出合い、文化学院に進学。
1989年木佐貫邦子ダンスアンサンブルにおいてコンテンポラリー・ダンスのキャリアを開始、中心メンバーとしての活動の他、山崎広太、笠井叡等多くのダンス公演に参加。1997年より自作自演のソロダンス活動を始める。その傍ら、野田秀樹作・演出:NODA.MAP「ローリング・ストーン」公演、小澤征爾指揮によるロベルト・ルパージュ演出のオペラ「ファウストの劫罰」、坂本龍一のオペラ「LIFE」など幅広く舞台で活躍。2001年からはウィリアム・フォーサイスが芸術監督を務めるフランクフルト・バレエ団（ドイツ、フランクフルト）にアジア人として初めて所属し、2004年の同団解散後もフォーサイスの新カンパニー（ザ・フォーサイス・カンパニー）の中心メンバーとして数多くの作品に出演、国際舞台での活躍が続いている。日本においてもダンス公演「モアレ」（2006年スパイラルホール）、イデビアン・クルー「排気口」（2008年世田谷パブリックシアター・井手茂太と共演）、ソロ公演「TANSU」（2009年川崎アートセンター）、「Largo」（2010年象の鼻テラス）、山口情報芸術センター委嘱によるインスタレーション作品（2011年YCAMホワイエ）等、自らの企画プロジェクトや外部カンパニーへのゲスト出演、振付けなど精力的に活動している。

## 出演

### テレビ
- 情熱大陸 （2004年2月8日MBS／TBS系列局）